# Общественный транспорт Москвы
Общественный транспорт Москвы — городской и пригородный пассажирский транспорт города Москва, имеющий регулярные маршруты, заранее установленные тарифы на проезд и расписание движения.
В 2021 году запущен сервис перевозок по требованию «По пути».

## Виды городского общественного транспорта Москвы
Москва является крупнейшим транспортным узлом России. Важное место в составе функционирующей в городе транспортной системы занимает общественный транспорт, на котором совершается более 16,5 млн поездок в сутки (в год — около 6 млрд поездок).
Более половины из них обеспечивает Московский метрополитен, имеющий развитую сеть линий, которые, однако, работают на пределах своих проектных мощностей. По интенсивности движения поездов Московский метрополитен является одним из самых напряжённых в мире (в 2013 году он занимал 5-е место во всём мире и 1-е — в Европе).
В Москве на сентябрь 2020 года действует разветвлённая сеть маршрутов автобусов, электробусов и трамваев, и 1 троллейбусный маршрут. На территорию Москвы также заезжают маршруты химкинского троллейбуса № 202 и 203. На начало 2017 года подвижной состав ГУП «Мосгортранс» насчитывал около 6,4 тыс. автобусов, 1,5 тыс. троллейбусов и более 850 трамваев. В начале 2017 года в структуре Мосгортранса имелось 5 трамвайных депо, объединённых в один филиал, а также 10 филиалов, состоящих из нескольких троллейбусных, автобусных и объединённых автобусно-троллейбусных парков. До 25 августа 2020 года в Москве в качестве полноценного вида транспорта также эксплуатировались троллейбусы, а до 15 августа 2016 года работали маршрутки.
Бо́льшая часть наземного городского транспорта находится в ведении ГУП «Мосгортранс» с 31 июля 1958 года, когда решением Мосгорисполкома было образовано Управление пассажирского транспорта Москвы (УПТМ) посредством слияния действовавших на тот момент управления пассажирского автотранспорта и Трамвайно-троллейбусного управления. Основная часть маршрутов в Зеленограде обслуживаются Зеленоградским автобусным парком в составе ГУП «Мосгортранс» (до 2004 года — ГУП «Зеленоградский автокомбинат»). Новомосковский и Троицкий округа в значительной степени также обслуживаются АО «Мострансавто» Московской области.
C 1 августа 2013 года и до 1 сентября 2021 года Москва была разделена на две тарифные зоны:
- Зона А: «старая» Москва (границы по состоянию до 1 июля 2012 года) и Новомосковский округ;
- Зона Б: Троицкий округ, Зеленоград и Рублёво-Архангельское.

Стоимость внутри одной зоны приравнена к старому общему тарифу, а между зонами проезд возможен по любому «Единому» небезлимитному билету.
В Москве действует 16 экспресс-маршрутов и 13 ночных маршрутов транспорта, ещё 2 маршрута — «Б» и «м40» — круглосуточные. Ночные автобусы курсируют с 01:00 и до 05:45. Интервал движения на маршруте по Садовому кольцу ночью составляет 15 минут, на остальных около 30 минут. Оплатить проезд в ночном транспорте можно с помощью билетов «Единый», «90 минут», «ТАТ» и «Тройка», а также воспользоваться правом на льготный проезд.
В городе также действуют Московское центральное кольцо, такси, Аэроэкспресс. До 28 июня 2025 года работала монорельсовая дорога.
Пригородный транспорт Москвы представлен электропоездами, Московскими центральными диаметрами, автобусами, маршрутными такси и речными судами.
По состоянию на август 2013 года стоимость проезда по «Единому» билету в метро, на монорельсовой дороге, в автобусе (в пределах Москвы, Мосгортранс), троллейбусе, трамвае составляла от 30 руб. при покупке билета на одну поездку, до 20 руб. при покупке билета на 60 поездок. Стоимость билета только на наземный транспорт Мосгортранса (приобретается в киосках Мосгортранса и некоторые виды у водителей) составляла от 25 рублей при покупке билета на одну поездку в пределах одной зоны А или Б до 45 рублей между зонами А и Б. Автобусы АО «Мострансавто» используют свою систему тарифов. По состоянию на январь 2018 года стоимость проезда по карте «Тройка» в метро и на наземном общественном транспорте составила 36 руб. Стоимость разового билета «Единый» составила 55 руб., 1765 руб. за приобретение билета на 60 поездок, и 2075 руб. за покупку безлимитного билета на 30 дней.
В сентябре 2014 года, в рамках создания новой городской навигации, был представлен бренд «Московский транспорт».
По состоянию на 2021 год введено в эксплуатацию 89 выделенных полос для общественного транспорта, общей протяженностью в 386,44 км.

### Метрополитен Москвы
Московский метрополитен — 5-я по интенсивности использования система метро в мире (см. Список метрополитенов по годовому пассажиропотоку). Он знаменит также богатой отделкой многих станций с замечательными образцами искусства эпохи социалистического реализма.
Общее среднесуточное количество пассажиров Московского метрополитена — около 4,99 млн человек. В среднем за месяц метро используют 5,82 млн человек в будние дни и около 3,74 млн человек в выходные дни.
В среднем москвичи проводят в метро 287 минут в неделю, из них 231 в будний день и 56 минут в выходной. Кольцевой линией пользуются 929,3 тыс. человек в сутки — это около 9 % от всех пассажиров за день.
Наибольший пассажиропоток приходится на Таганско-Краснопресненскую, Замоскворецкую, Калужско-Рижскую и Серпуховско-Тимирязевскую линии метро: в будний день ими пользуется около 3,1 млн человек.
Среднесуточный пассажиропоток Московского метрополитена — около 32 тыс. человек на километр линии и около 52 тыс. человек на станцию.

### Наземный и надземный рельсовый транспорт
Это линии рельсового транспорта, проложенные на эстакадах, а также на поверхности и в открытых выемках. Включает в себя легкорельсовый транспорт, городские поезда, монорельс.

#### Наземные и надземные линии метрополитена
Пути Филёвской линии Московского метрополитена на участке от станции «Киевская» до «Кунцевской» проложены на уровне земли, без одноуровневых пересечений с другими видами транспорта. Южная часть Бутовской линии проходит по эстакаде, с уменьшенными расстояниями между станциями.

#### Железнодорожный транспорт

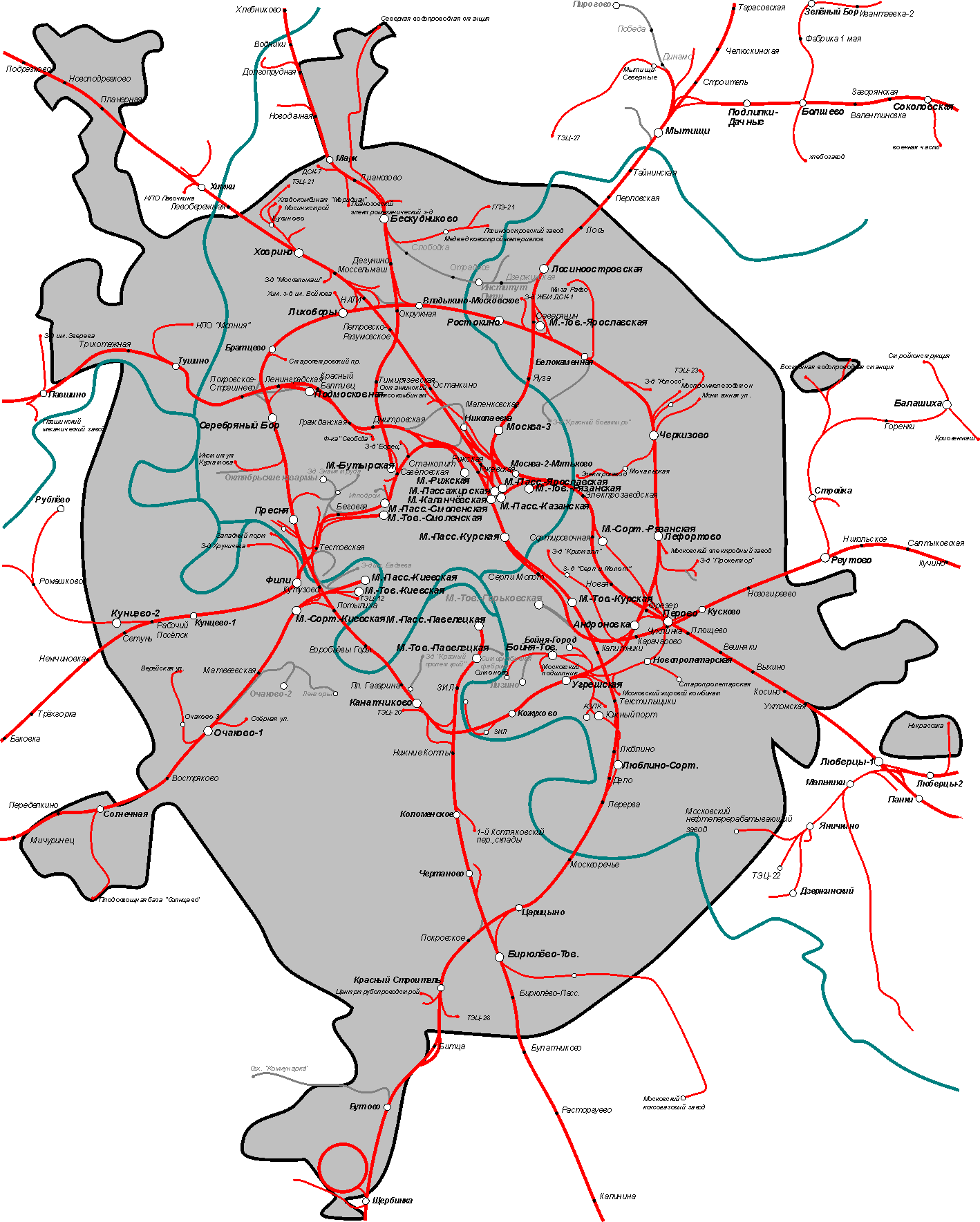
Карта железных дорог Москвы

Железнодорожная сеть в Москве представлена десятью основными направлениями с девятью вокзалами (с восьми вокзалов осуществляется как пригородное, так и дальнее сообщение, один вокзал — Савёловский обслуживает только пригородные перевозки), Малым кольцом — Московской окружной железной дорогой (МОЖД), участком Большого кольца МЖД (БМО), несколькими соединительными ветвями и рядом ответвлений, в основном однопутных, относительно небольшой длины, основная часть из которых полностью находится в черте города.
Малое кольцо Московской железной дороги пересекает радиальные линии железной дороги, объединяя все существующие линии Московского железнодорожного узла. Длина малого кольца МЖД составляет 54 км, из них 10 км проходят через жилые районы и 13 км — через природные комплексы. Основная часть пути проходит через промышленные зоны Москвы.
Регулярные пассажирские перевозки в Московском железнодорожном узле представлены пригородными электропоездами («электрички»). В пределах города и агломерации их сеть напоминает Московское метро. На территории города Москвы (включая Зеленоград и Внуково) находятся 139 железнодорожных станций и платформ. Пассажиропоток составляет примерно 1,5 млн человек в сутки.

##### Вокзалы Москвы
В городе имеется  10 действующих железнодорожных вокзалов:
- Белорусский
- Восточный
- Казанский
- Киевский
- Курский
- Ленинградский
- Павелецкий
- Савёловский
- Ярославский
- Рижский

Ранее планировалось сооружение трёх вокзалов (Евровокзала, Вокзала для аэроэкспрессов на Комсомольской площади, Южного вокзала на площади Рогожской заставы).
Названия большинства из вокзалов (за исключением Ленинградского, Белорусского и Савёловского) совпадают с названиями их железнодорожных станций. В названиях большинства из этих станций при вокзалах (кроме Рижской и Бутырской) присутствует слово «пассажирская».

##### Московское центральное кольцо
Московское центральное кольцо (МЦК) — маршрутная линия железнодорожного пассажирского транспорта в Москве, предназначенная для осуществления пассажироперевозок между 9 направлениями Московской железной дороги и 1 направлением Октябрьской железной дороги. Движение по МЦК для пассажиров было открыто 10 сентября 2016 года.
На Московском центральном кольце действует 31 транспортно-пересадочный узел, с пересадкой на наземный общественный транспорт и метрополитен. С двух сторон платформы МЦК обустроены удобными подъездными путями, разворотными площадками для автобусов и новыми остановками.

##### Московские центральные диаметры
Помимо действующего маршрута электричек с Ленинградского вокзала до Зеленограда (Крюково), план по организации таких линий в рамках долгосрочной программы развития транспортной системы в Москве был представлен осенью 2007 года. Предполагается, что линии городского поезда свяжут московские районы Пресненский и Канатчиково, посёлок Северный и Савёловский вокзал, Щербинку и Кожухово c центром.

##### «Аэроэкспресс»
По состоянию на 2025 год скоростные маршруты электропоездов-«аэроэкспрессов» действуют от Павелецкого вокзала до аэропорта «Домодедово», от Одинцово до аэропорта «Шереметьево».

#### Монорельс (закрыт)

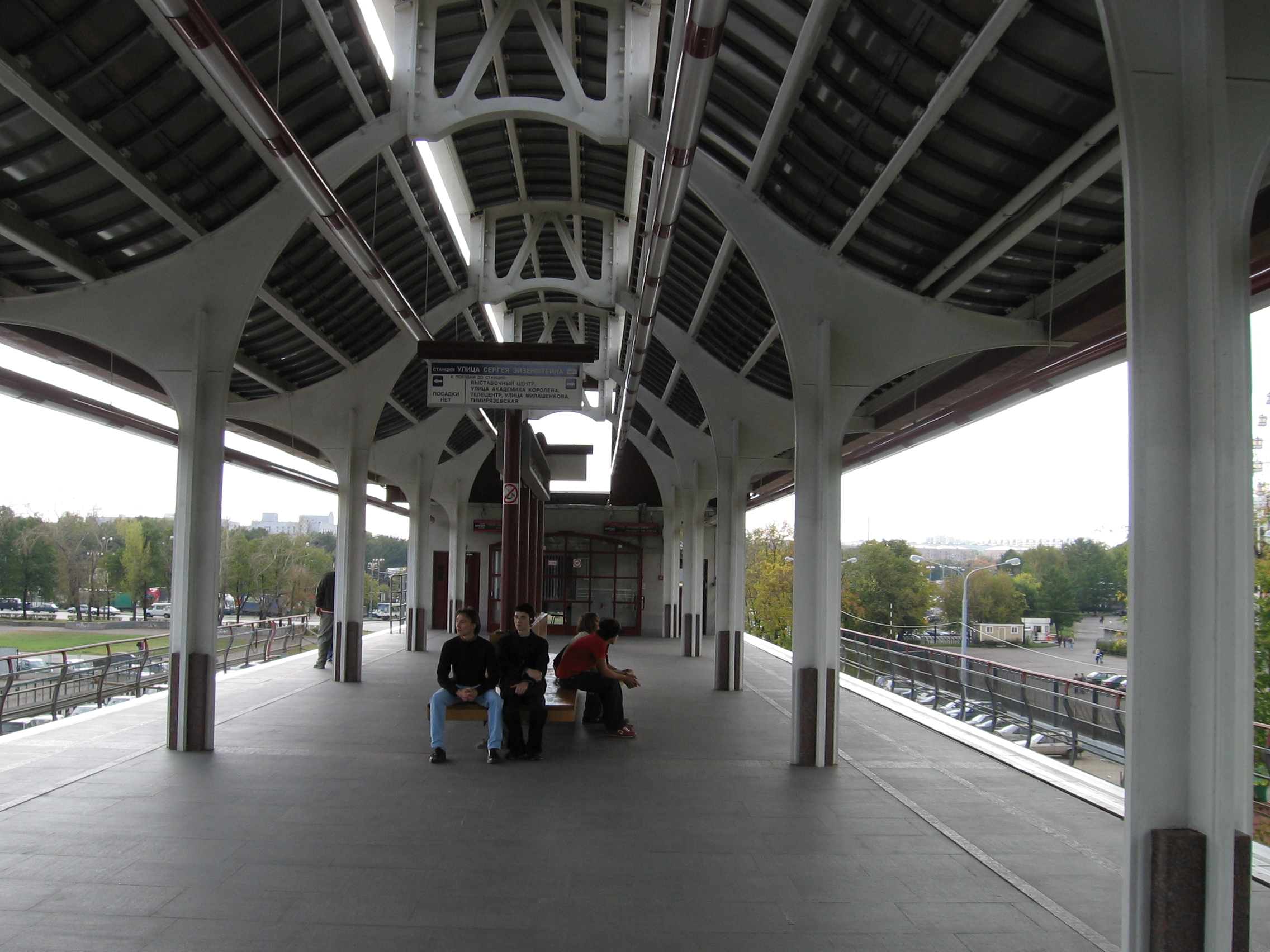
Московский монорельс

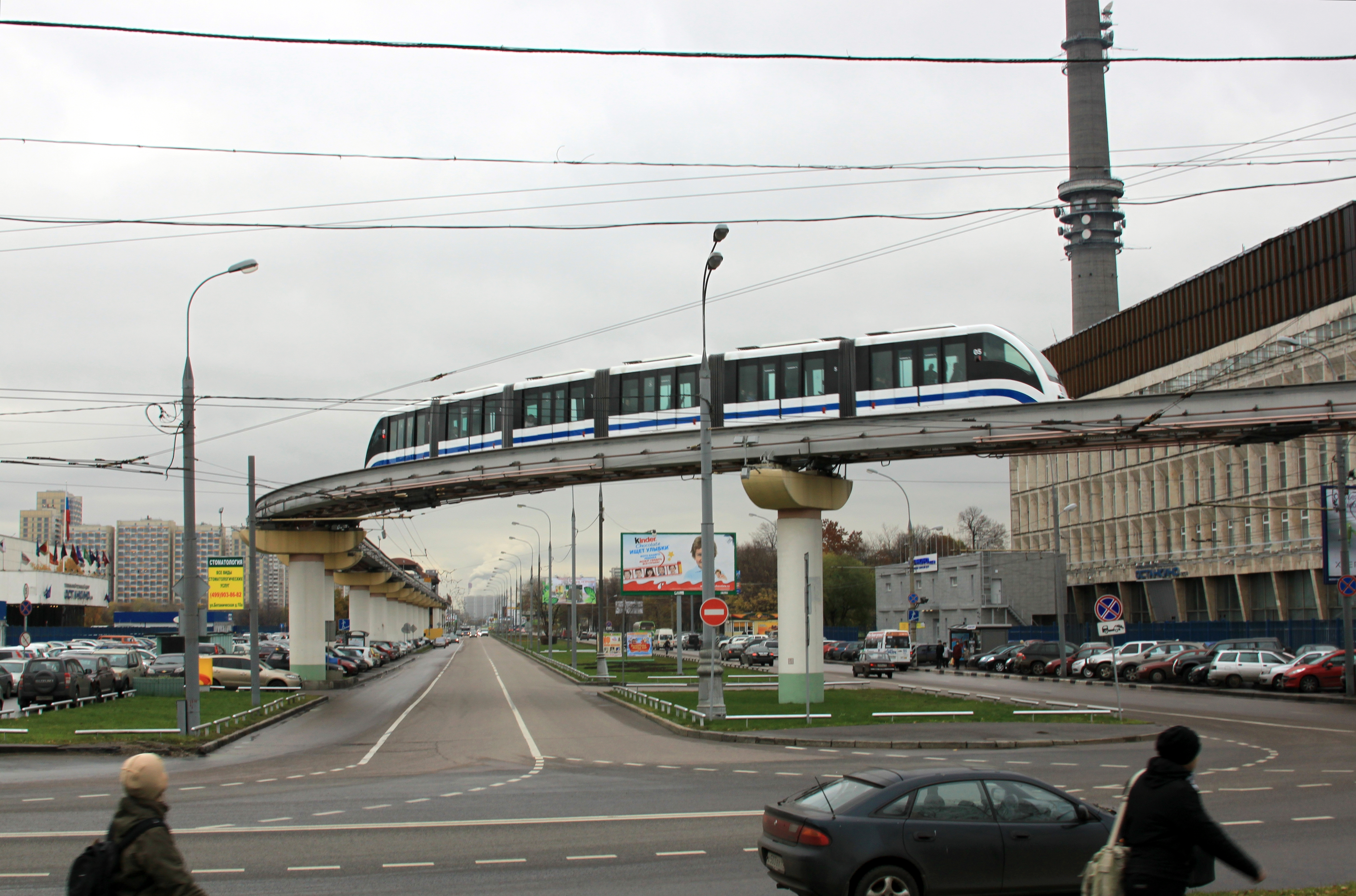
Улица Академика Королева

Московский монорельс — закрытая монорельсовая дорога, построенная в Северо-Восточном административном округе, проходившая от станции метро «Тимирязевская», до улицы Сергея Эйзенштейна, связывавшая Серпуховско-Тимирязевскую (Тимирязевская), Люблинско-Дмитровскую (Фонвизинская) и Калужско-Рижскую (ВДНХ) линии подземного метро. Трасса начиналась у станции метро «Тимирязевская», проходила по улице Фонвизина, пересекала линию Октябрьской железной дороги, шла мимо Телецентра по улице Академика Королёва, выходила к Главному, а затем к Северному входу ВДНХ. Линия имела 6 станций, 3 из которых пересадочные:
- Тимирязевская —  Тимирязевская
- Улица Милашенкова —  Фонвизинская
- Телецентр
- Улица Академика Королёва
- Выставочный центр —  ВДНХ
- Улица Сергея Эйзенштейна

10 января 2008 года линия переведена в транспортный режим работы. Станции монорельса открыты для входа пассажиров с 7:50 до 21:00 часов ежедневно. Время поездки от станции «Улица Сергея Эйзенштейна» до станции «Тимирязевская» — 16 минут 14 секунд, в обратную сторону — 16 минут 40 секунд (скорость сообщения — 16,9—17,4 км/ч). Интервалы между поездами в часы «пик» — 6 минут 55 секунд.
В феврале 2008 года пассажиропоток составил около 12 тысяч человек в день.
20 февраля 2008 года в эфире телеканала «ТВ Центр» первый заместитель мэра Москвы, руководитель комплекса городского хозяйства Пётр Бирюков сообщил, что московские власти намерены возводить монорельсовые магистрали в тех районах столицы, где невозможно строительство метро.
Подвесная монорельсовая дорога может быть построена от подмосковного города Видное до московского района Южное Бутово. С таким предложением выступила строительная компания «Мортон», застраивающая микрорайоны в Видном и Бутово. Протяжённость дороги составит 14 км, она сможет перевозить 2 тыс. пассажиров в час, её проектирование уже началось.
В январе 2017 года Московский монорельс вновь как и раньше (до 2008 года), перешёл на экскурсионный режим работы — поезда стали ходить ежедневно раз в полчаса с 8:00 до 20:00. В том же году градостроительной-земельной комиссией был одобрен проект по переоборудованию участка монорельсовой дороги от станции «ВДНХ» до «Тимирязевской» в трамвайные пути.
В 2023 году были опубликованы планы по модернизации московского монорельса.
27 июня 2025 года монорельс официально завершил свою работу.

### Трамваи Москвы

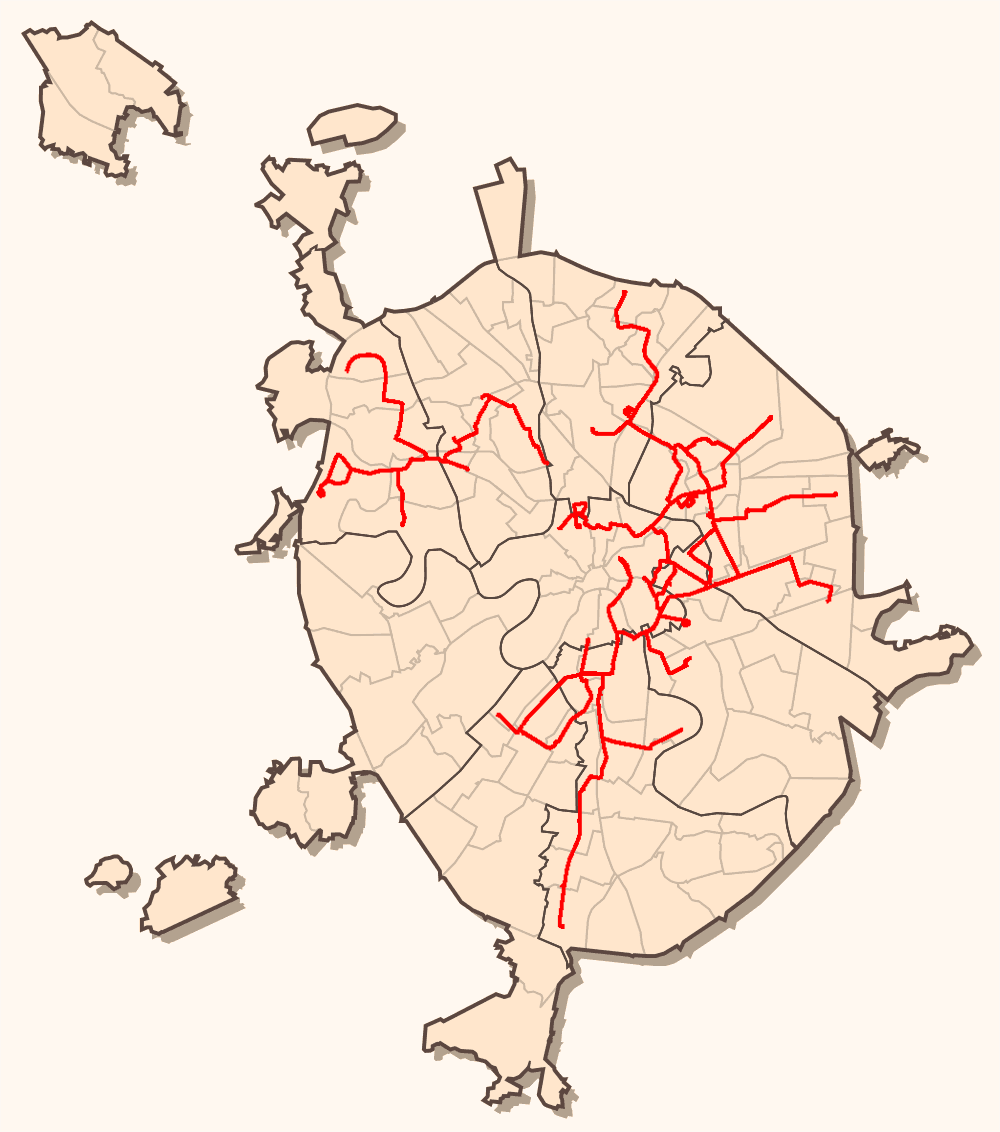
Сеть маршрутов трамвая в Москве

Начало эксплуатации трамваев относится к 1899 году. В 2016 году перевезено 207 млн пассажиров.

#### Конка
Конка появилась после возникновения железных дорог. Используя лошадей, хотели устранить опасности парового движения и воспользоваться удобствами перевозки массовых грузов по рельсовым путям. Первая линия конно-железных дорог возникла в Москве в 1872 году и была приурочена к Политехнической выставке. В том же году был утвержден проект развития московской сети конки. Для эксплуатации сети графом Уваровым было создано Первое общество железно-конных дорог.
К концу 1876 г. это общество обслуживало сеть линий протяженностью 27 верст, на балансе имело 82 вагона и три депо-конюшни. К 1881 году сеть линий была расширена до 33 верст, к 1891 г. — до 45 верст (10 линий и 5 депо).
В 1885 году появилась вторая сеть городских конных железных дорог, управление которой осуществляла «Генеральная компания трамваев Москвы и России», созданная гражданами Бельгии.
В 1891 году сети были объединены.

#### Грузовой трамвай

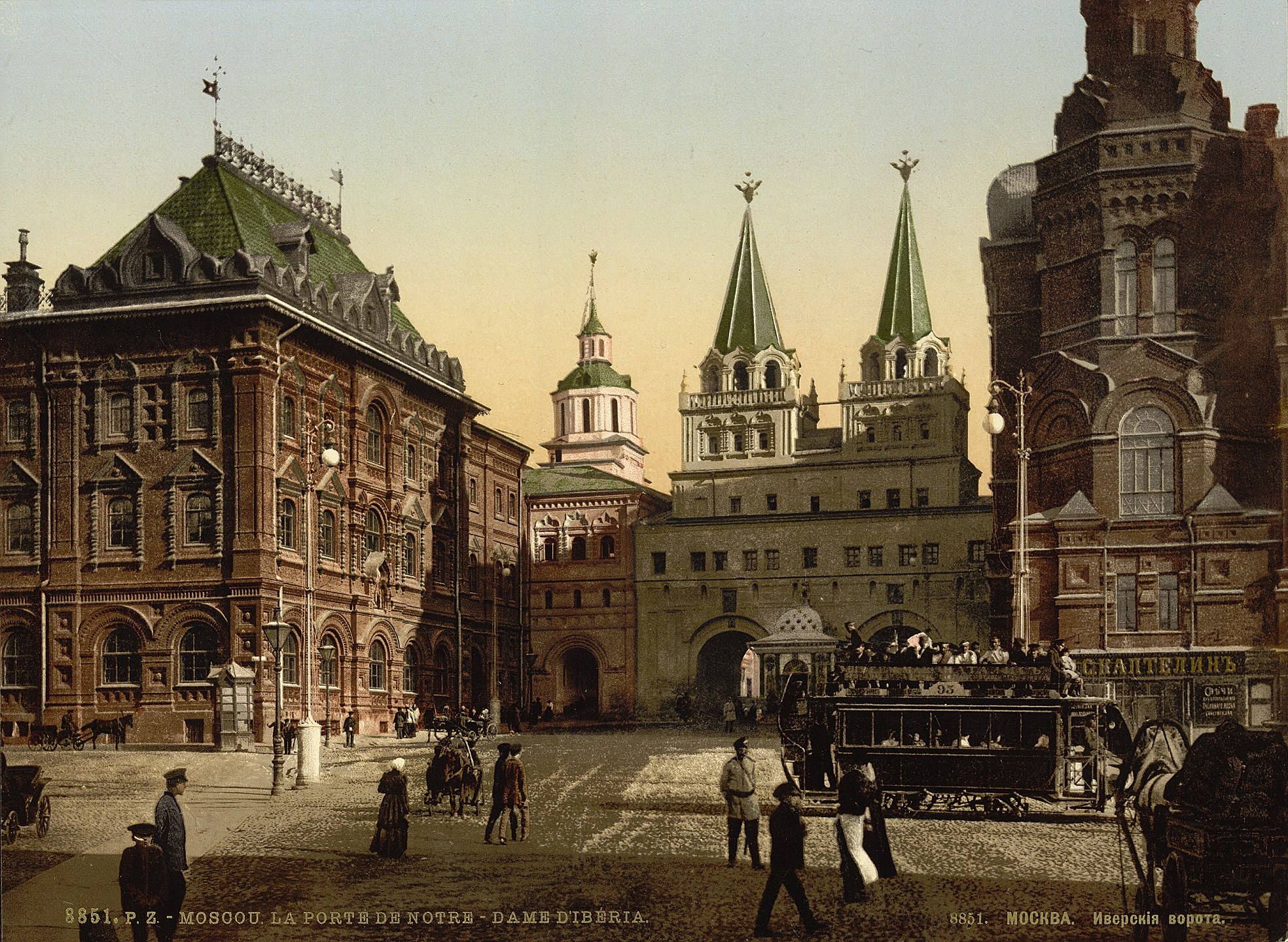
Конка Москвы в 1896 году. Фотохром Петра Павлова

Грузовые трамваи в Москве стали появляться ещё до Первой мировой войны. В 1915—1921 годах большая часть грузов (уголь, дрова, мука, и т. д.) в Москве перевозилась от железнодорожных пакгаузов к магазинам и складам уже грузовыми трамваями. К 1932 году в Москве было полностью восстановлено Бутырское депо, которое стало специализироваться на обслуживании грузовых трамваев и спецтехники и оставалось таковым вплоть до 1965 года, когда оно было закрыто.
В 1930-х годах роль грузового трамвая постепенно начала снижаться в связи с развитием автомобильных перевозок, но во время Великой Отечественной войны значение грузового трамвая резко возросло. Суточная перевозка в начале 1945 года достигла 2589 тонн, общая протяжённость грузовых веток трамвая составила 41,2 км, а подвижной состав насчитывал 142 моторных и 141 прицепной вагон.
Второе и окончательное падение роли грузового трамвая началось в 1950-х годах и особенно сильный характер приобрело в 1957—1960 годы: многие грузовые ветки были демонтированы, парк подвижного состава сократился вдвое, до 67 вагонов, объём перевозок упал более чем втрое, до 139 тыс. тонн в год. В 1960-х годах грузовой трамвай в основном обслуживал перевозки в интересах Управления пассажирского транспорта Москвы и ряда смежных организаций. В 1972 году последние 7 грузовых вагонов были переведены в специальные, и работа грузового трамвая в Москве прекратилась.

#### Трамваи нового поколения
С 2011 по 2017 год трамвайный парк Москвы пополнился 190 обновленными вагонами. Также в столицу поступило 70 современных трамваев модели 71-414 PESA Fokstrot в партнерстве с «Уралвагонзавод».
В 2016 г. был заключен контракт с ОАО «Метровагонмаш» («Трансмашхолдинг») на поставку 300 новых трамваев модели 71-931М «Витязь-М» с 2017 по 2019 год. Трамваи изготавливаются ООО «ПК Транспортные системы» на базе Тверского вагоностроительного завода. В 2019 году все 300 трамваев уже поступили в Москву на эксплуатацию. Продолжаются поставки вагонов данной модели по дополнительному соглашению.

### Скоростной трамвай
План развития скоростного трамвая в Москве на ближайшие годы позволяет решить сразу две проблемы: проблему доставки пассажиров по хордовым направлениям к периферийным станциям метро и одновременно разгрузить сам метрополитен, который работает на пределе своих возможностей.
В 2013 году был разработан проект о создании трёх линий скоростного трамвая к 2016 году, но строительство было отложено. В 2015 году проект был возобновлен и включает в себя следующие запланированные маршруты:
- Линия в ВАО, связывающая район Ивановское и станцию «Шоссе Энтузиастов». Протяжённость построенных путей составит 3,6 километра, а на существующем маршруте будет проведена реконструкция трамвайной сети. Средняя скорость трамваев составит от 28 до 30 км/ч. Предполагаемая загруженность маршрута — 105 тысяч человек в день.
- Линия скоростного трамвая, которая пройдёт от районов Чертаново Центральное и Чертаново Южное, вдоль улицы Красного Маяка, далее к южному вестибюлю станции «Пражская», пересечёт Кировоградскую улицу, Варшавское шоссе, Курское направление железной дороги и будет оканчиваться в Западном и Восточном Бирюлёве. Протяжённость линии составит 8,2 километра.
- Линия в СВАО, связывающая посёлок Северный до платформы Лианозово, с продлением до станций метро «Алтуфьево» и «Медведково». Длина линии составит 5,4 километра.

### Троллейбусы Москвы

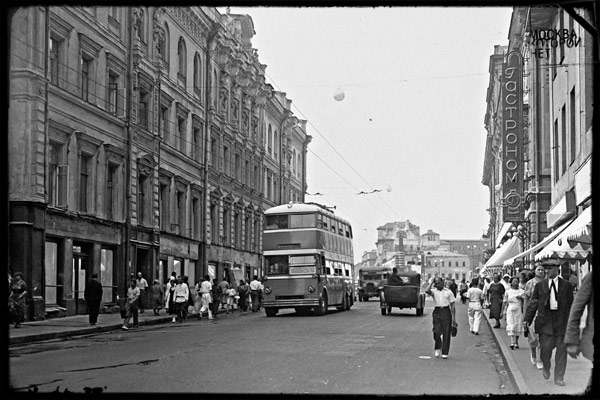
ЯТБ-3 на улице Горького

Первый троллейбус вышел на улицы Москвы 15 ноября 1933 года. Мощный толчок к развитию троллейбуса дала политика ликвидации трамвайных линий в центральной части города во второй половине 1930-х годов, в ходе которой освобождённые от трамвайных рельсов напряжённые направления требовали какого-либо транспорта. Также в 1930-х годах начал формироваться троллейбусный маршрут по Садовому кольцу, который окончательно замкнулся в 1963 году. Следующий этап развития троллейбуса — период, охватывающий 1950—1980-е годы: появляются новые троллейбусные парки, строятся линии на окраины Москвы. В это время была в целом сформирована та сеть троллейбуса, которую существует к настоящему времени. В 1980-х и 1990-х годах строились последние новые линии, с 1992 года началась стагнация московского троллейбуса с частичным его вытеснением с ряда улиц в центре города.
С 2010 года было обновлено около 530 городских троллейбусов.
В 2016 году произошло масштабное сокращение троллейбусной сети с последующим демонтажом линий в пределах Садового кольца (в том числе, позднее, и в его границах), многие маршруты стали автобусными и были перенумерованы. Осенью предполагалась закупка около 12 электробусов с динамической зарядкой для одного из маршрутов сети «Магистраль» (№ м1), проходящего через центр города от улицы Кравченко до больницы МПС, однако от этой идеи отказались. В дальнейшем город также отказался от закупки партии ТУАХ в количестве 60 экземпляров, часть из которых планировалось изготовить на заводе СВАРЗ.
С 2017 года город прекратил закупку троллейбусов в связи с принятием программы по замене подвижного состава на электробусы.
В ночь с 24 на 25 августа 2020 года было прекращено движение по последним шести маршрутам. С 4 сентября 2020 года организован музейный маршрут Т, оставшийся единственным троллейбусным маршрутом «Мосгортранса».
По территории Москвы также проходят маршруты Химкинского троллейбуса № 202, 203, которые обслуживает МУП «Химкиэлектротранс».

### Автобусы и электробусы Москвы
Автобусы вышли на первый регулярный маршрут 8 августа 1924 года. Маршрут связал Каланчёвскую площадь c Тверской Заставой.
По данным на начало 2014 года, на долю автобуса в Москве приходилось 27,2 % перевезённых пассажиров.
Вследствие проводимой транспортной реформы в 2016 году частными перевозчиками было приобретено около двух тысяч новых автобусов, которые имели единый логотип «Московский транспорт». В них начали действовать любые городские билеты и социальные карты. Салон автобуса был оснащён системой видеонаблюдения, климат-контролем, и датчиками ГЛОНАСС.
В сентябре 2016 года пассажиропоток на коммерческих городских автобусах достиг плановых показателей и превысил 800 тыс. человек в сутки.
В мае 2017 года на 211 маршрутах Москвы курсировали автобусы восьми частных перевозчиков, транспортный парк которых был полностью обновлен.
20 апреля 2018 года закончился прием заявок на поставку в Москву первых 300 автобусов на электрической тяге (электробусов).
Первые электробусы начали работать на маршруте троллейбуса № 73 с 1 сентября 2018 года, проезд на них был бесплатным с сентября 2018 года по октябрь 2018 года. В настоящее время электробусы работают на 79 маршрутах.

### Маршрутные такси Москвы
Первоначально (в советские времена) маршрутные такси в Москве использовались преимущественно для подвоза пассажиров от станций метро к популярным объектам городской среды: паркам, выставочным центрам, крупным магазинам. Начиная с 1990-х годов, сеть маршрутных такси была значительно расширена, создано много новых маршрутов на востребованных направлениях. Крупнейшим оператором в настоящее время является «Автолайн», в ведении которого ныне находится единое транспортное предприятие ООО «Трансавтолиз», в состав которого включены несколько парков и площадок бывших коммерческих перевозчиков.
С мая 2016 года в рамках транспортной реформы, целью которой является создание системы единого городского транспорта, частные перевозчики заключили контракт с Департаментом транспорта и стали работать на новых условиях. Отныне маршрутные такси приравнены к автобусам и принимают к оплате стандартные городские проездные билеты, а требования предъявляемые к частным перевозчикам являются идентичными требованиям к городскому общественному транспорту. За каждое нарушение частной компании начисляют штрафные баллы, которые влияют на доход в конце месяца. За соблюдением водителем частного маршрутного такси расписания следят через систему ГЛОНАСС, установленную в каждое транспортное средство. Также частников обязали оборудовать автобусы системами климат-контроля и видеонаблюдения. С начала 2017 года услугами частных перевозчиков воспользовались 106 млн человек.

### Такси Москвы
В 2015 году услугами московского такси воспользовались 100 млн пассажиров по сравнению с 70 млн в 2014 году. Ежедневно в 2015 году услугами такси пользовались 260 тысяч пассажиров, а количество разрешений на таксомоторную деятельность достигла 55 тысяч.
В Москве 43 % такси — жёлтого цвета. Все автомобили московского такси должны быть перекрашены в жёлтый цвет к 2018 году. Уровень обеспеченности такси в Москве в 2016 году был оценён как низкий, составляя 4,5 автомобиля такси на 1 тысячу населения.

### Канатные дороги Москвы
- Канатная дорога на Воробьёвых горах (открыта в 2018 году).
- Канатная дорога на ВДНХ[44].
- Канатная дорога между станциями метро «Сходненская» и «Речной вокзал» через Химкинское водохранилище — в стадии согласования[45].

### Эскалаторная галерея
Эскалаторная галерея на Воробьёвых горах. Открыта в 1959 году. Закрыта для пассажиров в 1983-м, полностью в 1988-м. Открыта вновь в 2022 году.

## Оплата проезда в общественном транспорте города Москвы
Весь подвижной состав наземного транспорта оснащён специальными устройствами и беспроводной связью. Чтобы расплатиться за проезд, пассажиру достаточно один раз приложить карту «Тройка», билет «Единый» или «ТАТ», бесконтактную банковскую карту или гаджет с NFC, социальную карту к валидатору, установленному у каждой двери при входе в салон. На экранах терминалов отображаются иконки платежных систем, с помощью которых можно оплатить поездку. Оплата наличными в салоне транспорта невозможна.
В метрополитене, МЦД (с ограничениями) и МЦК можно также оплатить проезд «Тройкой», билетом «Единый» банковской картой или гаджетом с NFC (можно как купить билет, так и оплатить проезд, сразу приложив к валидатору на турникете), социальной картой. В метро и на МЦК (на станции «Кутузовская») запущена система оплаты проезда по биометрии Face Pay. Пользователи системы фотографируют своё лицо и привязывают карту для списания средств. Пока система работает только с банковскими картами. В метро также возможно оплатить проезд, используя услугу «Мобильный билет» (только для абонентов T2).
Купить или пополнить проездные билеты за наличный расчёт можно в кассах ГУП «Мосгортранс», московского метрополитена, МЦК, МЦД, в 30 киосках «Мосгорпечати», а также в учреждениях агентской сети, в которую входят терминалы самообслуживания «Элекснет», МКБ, ВТБ, ЦППК и МТППК, Аэроэкспресс и других.
На маршрутах наземного транспорта осуществляется ежедневный контроль оплаты проезда представителями ГУП «Мосгортранс» (контролёры) и ГКУ «Организатор перевозок» (инспекторы), но только у последних есть полномочия оформлять штрафы. Для проверки необходимо поднести карту или гаджет к ручному валидатору в руках проверяющего. На экране устройства появится информация о последней транзакции, при этом оно не взаимодействует с конфиденциальными данными пользователя.

### История и развитие
9 июня 1872 года в Москве появился первый общественный транспорт. Им стала линия конно-трамвайной городской железной дороги. Стоимость проезда зависела от расстояния. За место в салоне нужно было заплатить от 10 до 15 копеек и от 5 до 8 копеек стоила поездка на крыше вагона. 6 апреля 1899 года в Москве было открыто трамвайное движение с минимальным тарифом на проезд — 5 копеек. Регулярно автобусы стали ходить в Москве с 8 августа 1924 г., а троллейбусы — с 15 ноября 1933 года. До 1961 г. стоимость на проезд в общественном транспорте зависела от расстояния маршрута и могла достигать 1 рубля. Маршрутное такси появилось в 1930-х годах; поездки на нём стоили ещё дороже.
С 15 мая 1935 года для перевозки пассажиров был открыт московский метрополитен. Стоимость проезда на метро составляла 50 копеек, но была снижена в течение 1935 г. сначала до 40 копеек за поездку, потом до 30 копеек, а следом за этим были введены абонементы. С 16 августа 1948 года стоимость проезда на метро возросла до 50 копеек.
После деноминации советского рубля, прошедшей 1 января 1961 года, поездка в метро до 2 апреля 1991 года стала стоить 5 копеек. С 1 января 1961 г. до 27 мая 1985 г. одна поездка на автобусе стоила 5 копеек, в троллейбусе — 4 копейки и в трамвае — 3 копейки. С 1985 по 1991 год билеты на проезд в наземном транспорте в Москве стоили одинаково — 5 копеек. Появились месячные абонементы на проезд в метро стоимостью в 3 рубля и «единый» проездной на наземные и подземный общественный транспорт стоимостью в 6-7 рублей. С 1961 года поездка на маршрутном такси стоила 15 копеек.
В связи с высокой инфляцией в начале 1990-х годов цены на общественный транспорт поднялись. Поездка на метро со 2 апреля 1991 г. стала стоить 15 копеек. Турникет вместо одной пятикопеечной монеты стал принимать три пятикопеечных монеты подряд или одну пятнадцатикопеечную монету. Для удобства граждан в 1992 году были введены сначала металлические, а затем пластиковые жетоны, которые принимались турникетами до февраля 1999 года. С 1 марта 1992 г. проезд на метро стал стоить 50 копеек, а с 24 июня 1992 г. — 1 рубль. 20 сентября 1995 г. жетон на проезд в метро стоил уже 1000 рублей. После деноминации рубля 1 января 1998 года тариф на проезд в метро составлял 2 рубля.
Начиная с сентября 1997 года оплата проезда стала осуществляться с помощью карт с магнитной полосой, с 1 января 2008 года проезд был возможен только при помощи бесконтактных карт.
С 2004 по 2011 год стоимость проезда на метро каждый год увеличивалась на 2-3 рубля. За этот период цена выросла с 10 до 28 рублей за поездку. В 2000-е годы поездка на наземном общественном транспорте стоила на 2-3 рубля меньше, чем на метро. В 2011 году была установлена единая цена билетов на автобус, троллейбус и трамвай — 25 рублей за поездку.
С 2 апреля 2013 г. в Москве началась реформа системы оплаты проезда в общественном транспорте. Стали появляться единые бесконтактные проездные билеты, действующие как в метро, так и в наземном общественном транспорте. Были введены в использование билеты «90 минут», которые позволяют совершить 1 поездку на метро и неограниченное число поездок на наземном общественном транспорте за полтора часа.
2 апреля 2013 года появилась электронная карта-кошелёк «Тройка». Карта «Тройка» представляет собой пополняемый электронный кошелек для оплаты проезда на всех видах транспорта. Также для оплаты общественного транспорта в Москве используются бумажные билеты «Единый» или ТАТ, которые можно приобрести в кассе метрополитена, в киосках Мосгортранса или у водителя. За время проведения реформы в Москве появилась гибкая система тарифов. На транспортную карту «Тройка» теперь можно записать любой бумажный билет из действующих тарифов — «Единый», «90 минут» или ТАТ, а также абонементы на проезд в пригородных поездах. Пополнить карту можно онлайн, с помощью SMS, в банкоматах и терминалах, с помощью электронных кошельков, через социальные сети и в кассах «Аэроэкспресс». На сегодняшний день в Москве открыто около 4 тысяч точек прямого пополнения карты «Тройка» и 32 тысячи — удалённого пополнения.
С 1 февраля 2015 года были введены новые тарифы на проезд в общественном транспорте. Стоимость одной поездки на метро по карте «Тройка» выросла с 28 до 30 рублей, а на наземном общественном транспорте — с 26 до 29 рублей. Стоимость бесконтактного проездного билета на метро, автобусы, троллейбусы и трамваи выросла на 25 %: c 40 до 50 рублей за поездку. Повысились тарифы на проездные с лимитом поездок, а цены на месячные и трёхмесячные проездные без лимита поездок, наоборот, снизились. Тарифы на проезд в Москве утверждаются Региональной энергетической комиссией Москвы и постановлениями Правительства Москвы.
В 2015 году в столице началась реформа наземного общественного транспорта. В микроавтобусах и маршрутных такси стала действовать единая система оплаты проезда. Пассажиры для проезда стали пользоваться транспортными картами «Единый», «ТАТ», «Тройка» и «90 минут». В микроавтобусах и маршрутных такси стали устанавливать валидаторы. Льготникам был предоставлен бесплатный проезд. По словам Сергея Собянина, реформу планируют полностью завершить в первом полугодии 2016 года.
Однако в не столь удачном положении оказались льготники Московской области. 18 июня 2015 года Московской областной Думой был принят закон, по которому с 1 августа 2015 года были отменены льготы на бесплатный проезд в столичном общественном транспорте подмосковным пенсионерам, ветеранам труда и пенсионерам военной службы. В ответ на принятие закона в ряде городов Подмосковья (в частности, в Долгопрудном, Домодедово, Балашихе, Мытищах) в июле 2015 года прошли протестные митинги.

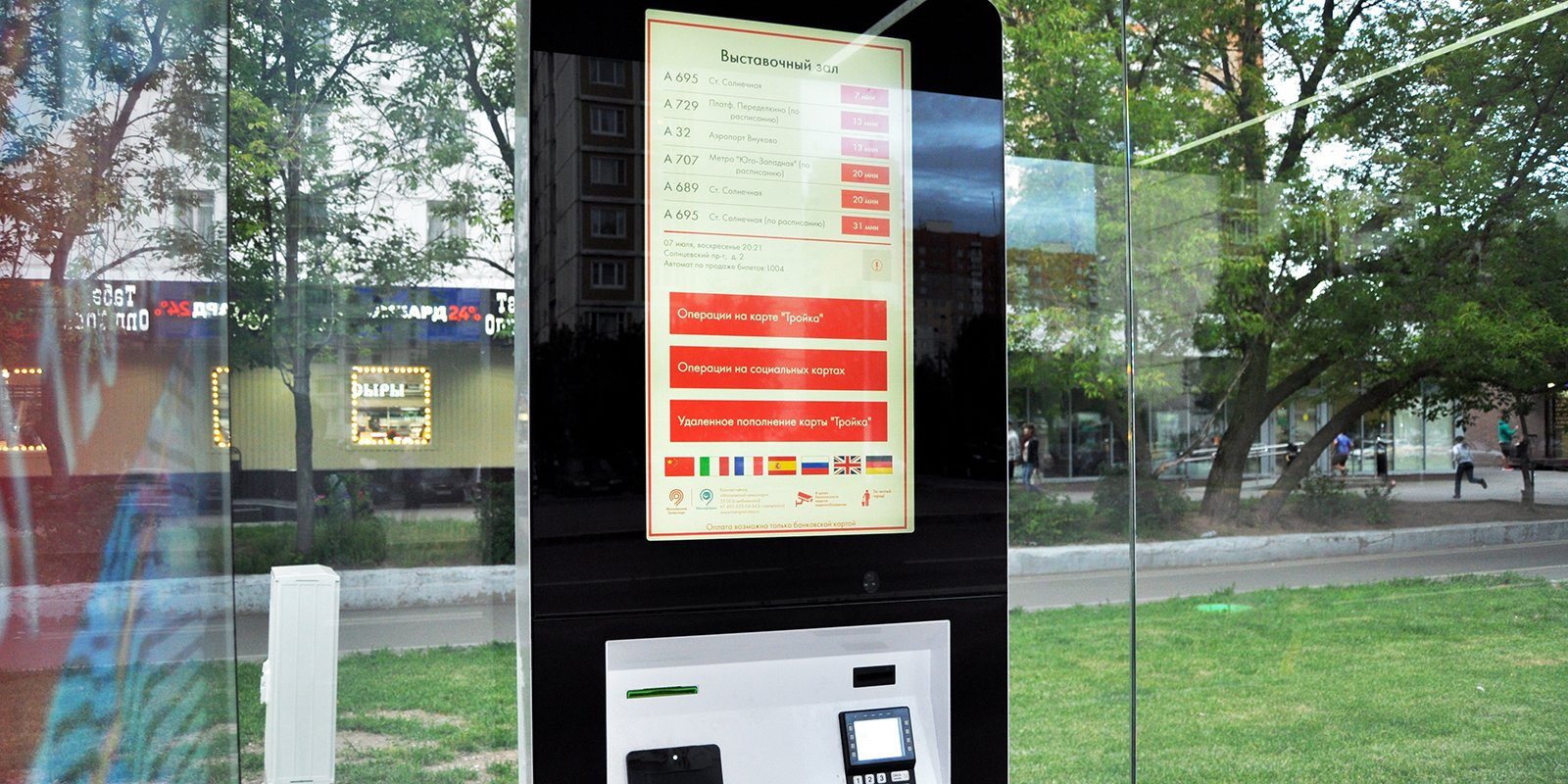
Автомат-терминал для продажи билетов на наземный общественный транспорт и операций с пластиковыми картами на Солнцевском проспекте

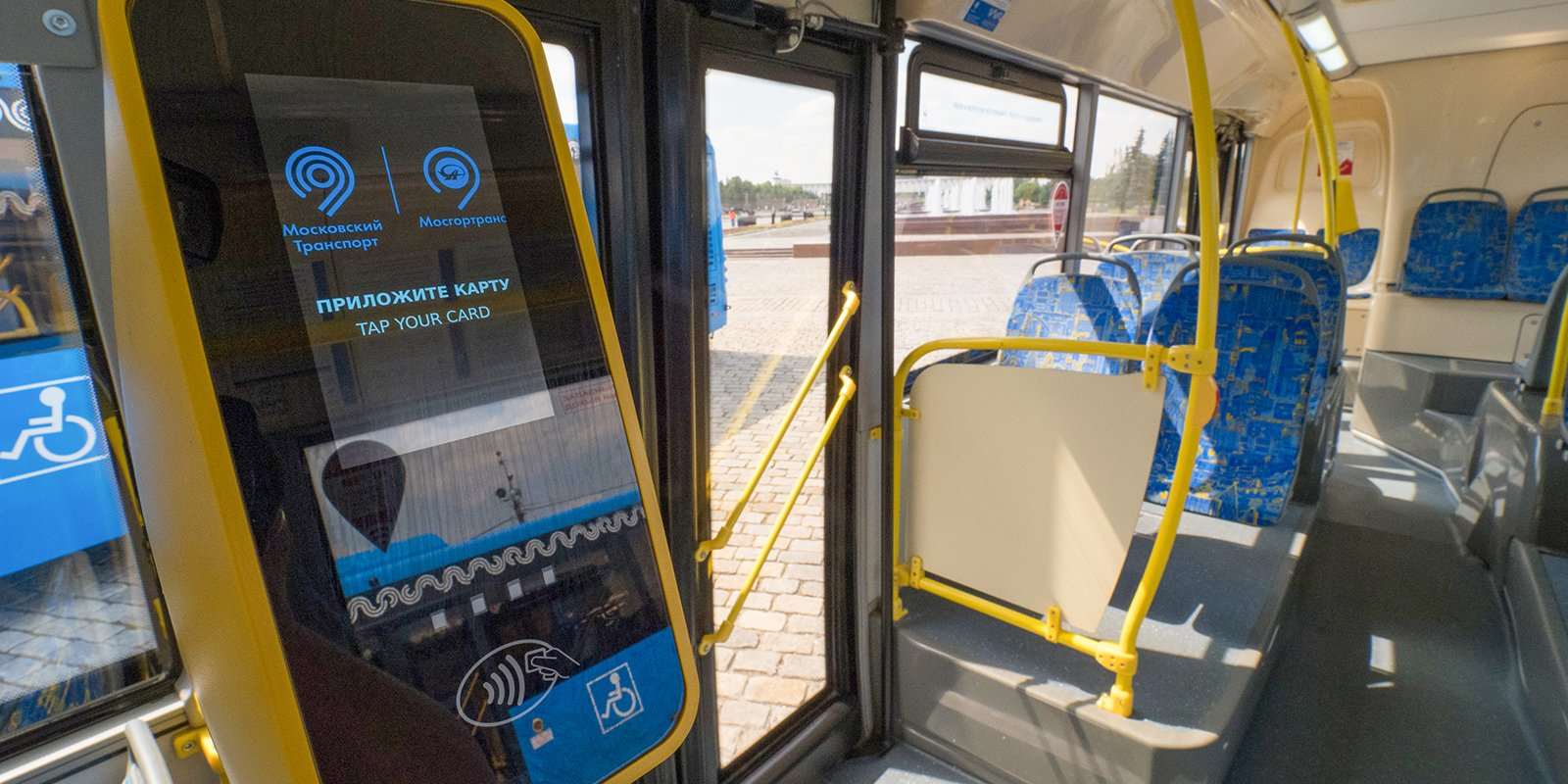
Терминал оплаты проезда картами в салоне московского автобуса ЛиАЗ-5292.65

С 1 января 2016 года стоимость поездки по карте «Единый» составляла 50 рублей, а «Тройка» подорожала до 32 рублей. Тариф ТАТ стоил 35 рублей за поездку, а безналичная оплата на турникетах составляла 50 рублей.
В связи с подорожанием тарифа с 1 января 2017 года, цена на билет «Единый» выросла на 5 рублей до 55, а «Тройка» подорожала с 32 до 35 рублей. Цена ТАТ поднялась на 5 рублей до 40, а тариф на безлимитный проезд в течение 30 дней составил 2000 рублей. Стоимость проезда при помощи оплаты банковской картой на турникете упала с 50 до 40 руб. за одну поездку. К концу 2017 года число пассажиров, полностью оплачивающих проезд в общественном транспорте выросло на 5 %, по сравнению с показателем прошлого года. Всего с начала 2017 года было осуществлено 525 миллионов платных поездок, а около 75 % были оплачены картой «Тройка».
Со 2 января 2018 года тариф на проезд на городском общественном транспорте остался неизменным для карт «Единый», ТАТ и оплаты с помощью систем PayPass, PayWave, Apple Pay и Google Pay. Проезд по карте «Тройка» подорожал с 35 до 36 рублей за поездку. «Единый» на 60 поездок подорожал до 1765, а безлимитный билет на 30 дней подорожал до 2075 рублей.
С 1 сентября 2018 года во всём наземном транспорте города Москвы введена бестурникетная система оплаты проезда — вход во все двери.
С 1 сентября 2019 года на всех муниципальных маршрутах наземного общественного транспорта города Москвы доступна возможность оплачивать проезд с помощью любой, действующей на территории РФ бесконтактной банковской карты или гаджета с активными приложениями семейства «Pay». В 2021 году эта возможность появилась и в коммерческих автобусах, в рамках обновления маршрутов наземного транспорта коммерческих перевозчиков в городе Москве.
С 17 марта 2020 года водители наземного транспорта не продают билеты. Оплатить проезд в салоне можно картой «Тройка», банковской картой (в том числе смартфоном с функцией бесконтактных платежей), и социальной картой.
С 1 сентября 2021 года запущена система бесплатных пересадок в наземном транспорте города Москвы. В рамках этой системы пассажир, имеющий карту «Тройка», может зарегистрировать свой личный кабинет на сайте Московского метрополитена и привязать к нему свою карту «Тройка». Бесплатные пересадки становятся доступны через 12 часов после успешной привязки. Пассажир оплачивает первую поездку в наземном транспорте, далее в течение 90 минут может бесплатно пересаживаться между разными маршрутами наземного транспорта, пересадка внутри одного маршрута рассматривалась как начало новой поездки и была платной. Со 2 января 2022 года система бесплатных пересадок была упрощена: пересадки внутри одного маршрута тоже стали бесплатными.
С 15 октября 2021 года в метрополитене запущена система оплаты проезда по биометрии Face Pay. Пользователи системы фотографируют своё лицо и привязывают карту для списания средств. Пока система работает только с банковскими картами.
4 апреля 2022 года Департамент транспорта и развития дорожно-транспортной инфраструктуры города Москвы объявил о запуске пилотного проекта по продаже и пополнению проездных билетов в киосках печати. В пилотном проекте участвовал киоск, расположенный по адресу: Первомайская улица, 77 стр. 2 (станция метро «Первомайская»). С 30 июня 2022 года, в рамках сотрудничества с ООО «СберТройка», подключены ещё 29 киосков (итого в 30 киосках можно пополнить карту «Тройка», социальную карту, купить билет «Единый»).

### Льготына проезд
Льготы на проезд регулируются на федеральном, региональном и муниципальном уровнях. Они основаны на нескольких законодательных актах, включая Федеральные законы: "Об организации регулярных перевозок пассажиров и багажа автомобильным транспортом и городским наземным электрическим транспортом в Российской Федерации", "О государственной социальной помощи", а также "О дополнительных гарантиях по социальной поддержке детей-сирот и детей, оставшихся без попечения родителей".
В 2024 году льготы на проезд предоставляются в различных видах транспорта, таких как автобусы (включая пригородные и междугородние), электрички, поезда, метро, маршрутки и самолеты, в зависимости от региона.

#### Кому положены льготы
Категории граждан, имеющих право на льготный проезд, могут различаться в зависимости от региона. Льготы могут включать бесплатный проезд, скидки на проездные билеты или компенсацию стоимости билетов. Подробности можно уточнить в органах социальной защиты.

##### Список льготных категорий
- Опекуны, приемные родители и патронатные воспитатели детей, оставшихся без попечения родителей или детей-сирот в возрасте до 18 лет.
- Родители инвалидов с детства, обучающихся в вузах или ссузах до 23 лет.
- Граждане, награжденные знаком "Почетный донор".
- Труженики тыла, ветераны труда, ветераны военной службы.
- Реабилитированные лица и члены их семей.
- Граждане, признанные пострадавшими от политических репрессий.
- Герои Советского Союза, Герои Российской Федерации, Герои Социалистического Труда и другие высокие награды.
- Военнослужащие, а также лица, награжденные знаком "Жителю блокадного Ленинграда" и "Житель осажденного Севастополя".
- Семьи пенсионеров с детьми до 18 лет на иждивении.
- Члены семей военнослужащих, погибших в плену или признанных пропавшими без вести.
- Бывшие несовершеннолетние узники концлагерей.
- Пострадавшие от воздействия радиации.
- Участники обороны Москвы.

В Москве для бесплатного проезда не требуется социальная карта москвича для граждан, имеющих указанные льготы.

#### Пенсионеры
Льготы на проезд для пенсионеров и предпенсионеров регулируются на региональном уровне. В Москве и Подмосковье пенсионеры могут бесплатно пользоваться городским общественным транспортом (в том числе маршрутными такси), электричками, Московскими центральными диаметрами и Московским центральным кольцом при наличии социальной карты москвича. В Санкт-Петербурге для этой категории граждан предусмотрены льготы на покупку проездных билетов, бесплатный проезд на электричках и скидки на некоторые виды транспорта.

#### Ветераны
Участники Великой Отечественной войны и ветераны боевых действий имеют право на льготный проезд на всех видах общественного транспорта, за исключением такси. В Москве им предоставляется возможность получения денежной компенсации за неиспользованный льготный проезд. Эта мера поддержки распространяется на поездки на электричках и аэроэкспрессе. В Санкт-Петербурге ветераны труда имеют аналогичные преференции, как и пенсионеры.

#### Инвалиды
Согласно Федеральному закону № 178-ФЗ, инвалиды имеют право на льготный проезд до места лечения и обратно, включая пригородные электрички, междугородние автобусы и поезда. Льготы на федеральном уровне не закреплены, но они действуют в большинстве регионов. Например, в Москве бесплатный проезд предоставляется инвалидам 1 и 2 группы, а также лицам, ставшим инвалидами из-за аварии на Чернобыльской АЭС или на производственном объединении "Маяк". В Новосибирской области льготы распространяются и на инвалидов 3 группы, с возможностью скидки на железнодорожные билеты с 1 октября по 15 мая.

#### Школьники и студенты
Льготы на проезд для детей и школьников предусмотрены как федеральным, так и местным законодательством. Согласно Федеральному закону № 259-ФЗ от 8 ноября 2007 года, дети до 7 лет могут бесплатно пользоваться городским и пригородным транспортом без предоставления отдельного места для сидения. В междугородном сообщении дети до 5 лет могут ехать бесплатно с одним взрослым пассажиром.
Для студентов льготы на проезд устанавливаются региональными властями. В Москве студенты и аспиранты могут пользоваться скидками на проезд или студенческими проездными картами. В 2024 году стоимость проездного для школьников на метро и МЦК составляет 510 рублей в месяц, на наземный транспорт — 325 рублей в месяц. В регионах также действуют скидки на железнодорожные билеты для студентов очной формы обучения.

#### Дети

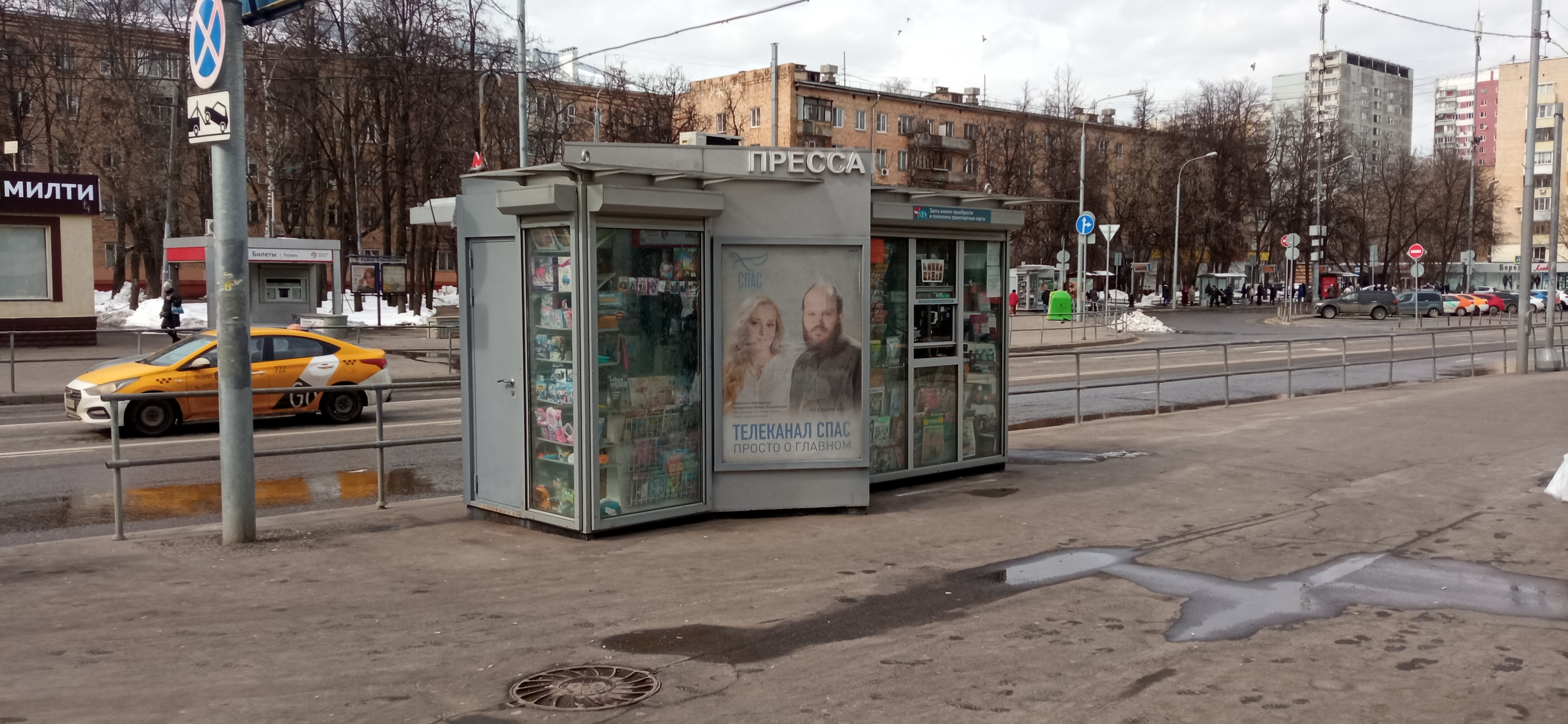
Киоск КП «Мосгорпечать» на Первомайской улице, рядом со станцией метро «Первомайская». С 4 апреля 2022 года в этом киоске можно купить или пополнить проездные билеты

Дети до 7 лет могут бесплатно пользоваться городским и пригородным автобусом без предоставления отдельного места. В междугородном автобусе разрешено бесплатно перевозить одного ребенка до 5 лет. В пригородных поездах дети до 7 лет могут ездить бесплатно.

## Междугородный и международный автобусный транспорт в Москве
В Москве работают 4 автовокзала и 3 автостанции.

### Автовокзалы Москвы
Все 4 автовокзала города Москвы обслуживаются Службой эксплуатации и развития автовокзалов ГУП «Мосгортранс».
- Автовокзал «Центральный»[79] — старейший и крупнейший автовокзал в Москве.
- Международный автовокзал «Северные ворота»[80] — международный автовокзал.
- Международный автовокзал «Южные ворота»[81] — международный автовокзал.
- Международный автовокзал «Саларьево»[82] — международный автовокзал, первый автовокзал на территории Новой Москвы, расположен в деревне Саларьево, является частью ТПУ «Саларьево».

21 декабря 2021 года руководитель Департамента транспорта и развития дорожно-транспортной инфраструктуры Максим Ликсутов заявил, что в конце 2022 года — начале 2023 года будет открыт пятый международный автовокзал, на месте автостанции «Красногвардейская». По его словам, туда будут переведены рейсы с автостанций «Орехово» и «Варшавская».

### Автостанции Москвы
Служба эксплуатации и развития автовокзалов (ГУП «Мосгортранс»):
- Автостанция «Орехово»[85]: Шипиловский проезд, д. 12, станция метро «Орехово»
- Автостанция «Варшавская»[86]: Каширский проезд, вл. 19[87], станция метро «Варшавская» и железнодорожная станция «Коломенское»

ООО «АвтоТрансЮг»:
- Автостанция «Новоясеневская»: Новоясеневский тупик, д. 4, станция метро «Новоясеневская»

## Речной транспорт

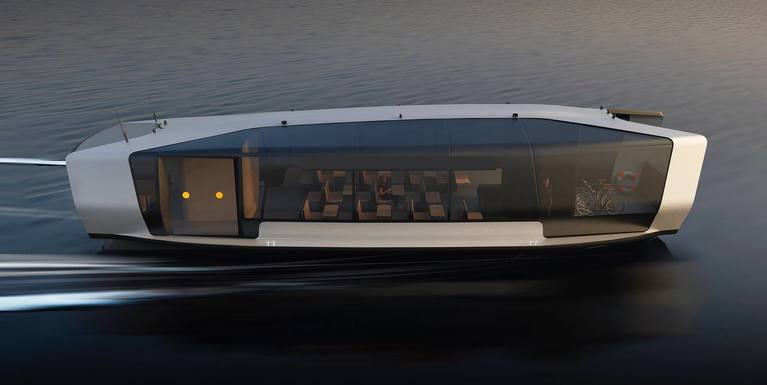
Модель московского речного трамвая

Речной транспорт в Москве и округе использует Москву-реку и систему Канала имени Москвы до реки Волга.
От Северного речного вокзала ходят в основном круизные (ранее также и пригородные) пассажирские теплоходы, а Южный речной вокзал для пассажирских перевозок практически не используется (для грузовых судов используются Южный речной порт, Северный речной порт и вспомогательный Западный речной порт).
К городскому общественному водному транспорту в пределах Москвы относятся речные паромы, а также использующиеся в летнее время для перевозок пассажиров суда.
В 2023 году были поэтапно запущены 2 маршрута регулярного круглогодичного речного транспорта. Первый маршрут проходит от причала «Киевский» до причала «Парк „Фили“», второй — от причала «Печатники» до причала «ЗИЛ». На маршрутах речного транспорта работают самые современные электрические суда российского производства. Пользоваться электросудном можно точно так же, как любым другим городским транспортом: заходить и сходить на нужной остановке, в данном случае причале. Стоимость проезда — 150 рублей. Оплатить проезд можно картой «Тройка» или банковской картой. Речные маршруты также включены в зону действия билетов «Единый» без лимита поездок на 90 и 365 дней. Таким образом, постоянным пассажирам не нужно дополнительно оплачивать поездки на речном электротранспорте.
Речные вокзалы:
- Северный речной вокзал (Химкинский речной вокзал) Московского речного пароходства расположен на берегу Химкинского водохранилища (Ленинградское шоссе, 51). Он был построен одновременно с каналом имени Москвы ещё до заполнения Химкинского водохранилища в 1937 году. Вокзал является памятником архитектуры и одним из символов Москвы — «порта пяти морей».
- Южный речной вокзал

## Аэропорты Москвы
В Москву можно добраться самолётом. Москву обслуживают пять аэропортов, из которых массово используются четыре:

### Шереметьево
Аэропорт Шереметьево — крупнейший международный аэропорт России и исторически главный из международных аэропортов, обслуживающих Москву. Шереметьево — порт приписки национальной авиакомпании «Аэрофлот — Российские авиалинии». Аэропорт имеет годовой пассажиропоток более 40 миллионов человек и управляется ОАО «Международный аэропорт „Шереметьево“» (на 100 % принадлежит государству).

### Домодедово
Домодедово — международный аэропорт России. Аэропорт управляется группой компаний «Ист Лайн», с которой у государства заключён договор долгосрочной аренды аэропортового комплекса (на 75 лет).

### Внуково
Внуково — третий международный аэропорт Москвы, имеет годовой пассажиропоток около 15 миллионов человек, находится в черте городской территории, управляется госкомпанией. 16 сентября 2023 года была введена в эксплуатацию станция метрополитена «Аэропорт Внуково».

### Жуковский
Жуковский — открытый в 2016 году новый четвёртый международный аэропорт Москвы, который совмещён с испытательно-экспериментальным аэродромом Раменское и является базой для авиации МЧС, МВД и ФСБ России. На аэродроме проводится Международный авиационно-космический салон.

### Остафьево
Остафьево — аэропорт с аэродромом совместного базирования для гражданских и военных судов, а также база авиапарка Газпрома. Расположен в пределах территории Москвы рядом с районом Южное Бутово и городским округом Щербинка Москвы. Открыт для гражданского использования в 2000 году.
Ранее внутренний и затем международный бывший четвёртый московский аэропорт Быково был закрыт в 2010 году и исключён из Государственного реестра гражданских аэродромов Российской Федерации в 2011 году.

## Перехватывающие парковки
Первая экспериментальная парковка в Москве появилась у станции метро «Пролетарская», а первая перехватывающая парковка появилась у станции метро «Аннино».
По информации ГКУ г. Москвы «Московский паркинг», на апрель 2022 года работает 77 площадок перехватывающих парковок.

## Транспортно-пересадочные узлы
Транспортно-пересадочные узлы — это пересадка для пассажиров на узле без выхода на улицу. Пересадочные узлы позволяют сократить время пересадки для пассажиров метро и автолюбителей на городской транспорт и существенно снизить транспортную нагрузку на улично-дорожную сеть. Кроме того, в их составе также есть и коммерческие объекты.
В Москве построено 3 ТПУ:
- ТПУ «Рассказовка». В его составе — одноимённая станция метро, остановки наземного общественного транспорта, зона отдыха и ЖК с детским садом.
- ТПУ «Саларьево». Включает одноимённую станцию метро, автовокзал, перехватывающую парковку, остановки наземного общественного транспорта, сеть подъездных дорог и ТРЦ.
- ТПУ «Ховрино». В него входят: одноимённая станция метро, автовокзал «Северные ворота», остановки наземного общественного транспорта, два пешеходных перехода через железнодорожные пути, зона отдыха, ЖК «Discovery park» и станция МЦД D3 «Ховрино».

По состоянию на март 2022 года, в Москве строится 56 ТПУ.

### Информация о маршрутах
- Карта маршрутов транспорта Архивная копия от 20 мая 2014 на Wayback Machine на transportmap.ru
- Подробные маршруты общественного транспорта Москвы на карте города Архивная копия от 7 июня 2012 на Wayback Machine // actualcity.ru
- Автовокзалы и Автостанции Москвы Архивная копия от 26 ноября 2021 на Wayback Machine
- Маршруты и расписание общественного транспорта Москвы Архивная копия от 2 февраля 2022 на Wayback Machine

Прокладывание маршрутов:
- Маршруты Архивная копия от 21 августа 2011 на Wayback Machine на Яндекс.Картах
- Общественный транспорт Архивная копия от 30 апреля 2009 на Wayback Machine на Google
- Маршруты городского транспорта Москвы Архивная копия от 25 марта 2008 на Wayback Machine на карте RusAvtobus.Ru
- Маршруты городского транспорта Москвы Архивная копия от 12 июня 2010 на Wayback Machine на карте WikiRoutes.Info